# Parafia Chrystusa Króla Wszechświata w Kolnie
Parafia rzymskokatolicka pw. Chrystusa Króla Wszechświata w Kolnie – parafia rzymskokatolicka należąca do dekanatu Kolno, diecezji łomżyńskiej, metropolii białostockiej. 
Powstała w 2004 z parafii św. Anny w Kolnie. 

## Kościół parafialny
Obecny kościół murowany pw. Chrystusa Króla Wszechświata zbudowany w latach 1999–2004 staraniem księdza Jana Grajewskiego i parafian. Mieści się przy ulicy ks. Jana Lucjana Grajewskiego.

## Zasięg parafii
Do parafii należą wierni z miejscowości: Kolno, Czerwone i Rupin.

## Proboszczowie
Źródło: 
- ks. Wojciech Stefaniak (2004–2020)
- ks. Tadeusz Kaczyński (od 2020)